# Kohlstatt (Gemeinde Ebensee)
Kohlstatt ist eine Ortschaft der Gemeinde Ebensee am Traunsee in Oberösterreich.
Die Ortschaft im Traunviertel ist Teil des Inneren Salzkammergutes und gehört zum Bezirk Gmunden. Sie befindet sich in der Nähe des südlichen Endes des Traunsees und westlich von Ebensee. Am 1. Jänner 2024 lebten in Kohlstatt 347 Personen.